# Ascanius
Ascanius (în greacă veche Ἀσκάνιος), sau Iulus (în latină Julus), este fiul eroului troian Aeneas și un rege legendar din orașul Alba Longa. Este un personaj din mitologia romană și are o filiație divină, fiind fiul lui Aeneas, care este fiul zeiței Venus și al eroului Anchises, o rudă a lui Priam; astfel Ascanius are ascendenți divini din partea ambilor părinți, fiind descendent al lui Jupiter, Iuno și Dardanus. El este, de asemenea, un strămoș legendar al lui Romulus, Remus și gens Iulia. Împreună cu tatăl său, el este un personaj important în Eneida, unde este numit Iulus, el fiind adesea descris ca fiind unul dintre fondatorii poporului roman.

## Bibliografie

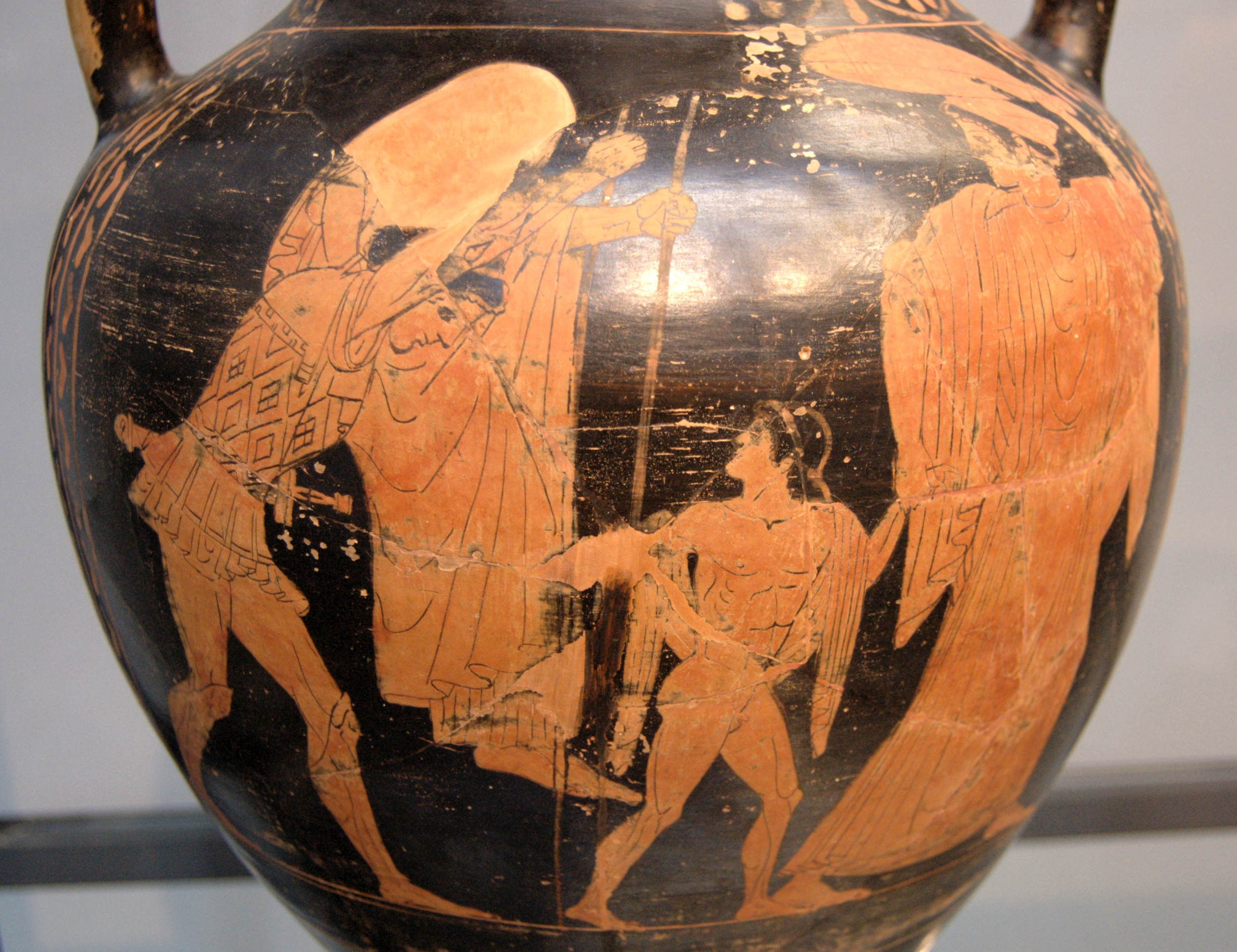
Aeneas îl poartă pe Anchises, cu Ascanius și soția sa. Amforă dintr-un atelier grec din Etruria, cca. 470 î.Hr., Staatliche Antikensammlungen